# Войчех Смажовски
Во̀йчех "Во̀йтек" Смажо̀вски (на полски: Wojciech "Wojtek" Smarzowski) е полски филмов и театрален режисьор, сценарист и кинооператор. Определян за най-значимия полски режисьор на своето поколение. Носител на Кавалерски кръст на Ордена на възродена Полша.

## Биография
Войчех Смажовски е роден на 18 януари 1963 година в село Корчина, разположено на 5 км североизточно от град Кросно, Югоизточна Полша. Израства в град Йедличе, където получава начално и средно образование. Впоследствие следва филмови науки в Ягелонския университет. В периода 1986 – 1990 година учи в Операторския отдел на Висшето филмово училище в Лодз.
След завършване на образованието си Смажовски работи като оператор на документални филми и музикални клипове. През 1998 година прави своя режисьорски дебют с филма „Малжовина“ (на полски: Małżowina). Той е представен на филмовия фестивал в Гдиня, където получава награда за сценография. Творбата представлява театрален спектакъл заснен на филмова лента. През 2000 година пише сценария за филма „Сезонът на платиката“ на Богуслав Линда. Същевременно работи като режисьор на телевизионни спектакли и сериали. През 2004 година се появява филмът „Сватба“ (на полски: Wesele), смятан за истински режисьорски дебют на Смажовски. С него автора печели редица награди, сред които седем статуетки от Полските филмови награди (Орли) за 2004 година, организирани от Полската филмова академия и четири от фестивала в Гдиня. Пет години по-късно е представен следващият филм – „Къщата на злото“ (на полски: Dom zły), оценен като една от най-важните филмови премиери в Полша за годината. Печели пет стауетки „Орли“ и три от Гдиня. През 2011 година Смажовски представя творбата си „Ружа“ (на полски: Róża). Филмът има голям успех, като критиците го определят за шедьовър. Доминира на фестивалите в Гдиня и „Орли“, като получава, съответно, шест и седем награди. През 2012 година е премиерата на филма „Пътна полиция“ (на полски: Drogówka). Две години по-късно е представен филмът „При силния ангел“ (на полски: Pod mocnym aniołem), адаптиран по романа на Йежи Пилх. През 2016 година в кината е прожектиран филмът „Волиния“ (на полски: Wołyń), чието действие се разиграва по време на т.нар. „Волинско клане“. Реализиран е по мотиви от сборника с разкази „Ненавист“ на Станислав Сроковски.

## Филмография
Войчех Смажовски участва в създаването на игрални и документални филми, телевизионни сериали и спектакли, музикални и рекламни клипове.

### Игрални филми
- Skarga, 1991 – съоператор
- Малжовина (Małżowina), 1998 (телевизионен, драма) – режисьор и сценарист
- Сезонът на платиката (Sezon na leszcza), 2000 – сценарист
- Сватба (Wesele), 2004 (драма, комедия) – режисьор, сценарист
- Къщата на злото (Dom zły), 2009 (драма, криминален) – режисьор и сценарист
- Ружа (Róża), 2011 (драма) – режисьор
- Пътна полиция (Drogówka), 2012 (криминален, битов) – режисьор и сценарист
- При силния ангел (Pod mocnym aniołem), 2014 (драма) – режисьор и сценарист
- Волиния (Wołyń), 2016 (драма, военен) – режисьор и сценарист
- Свещеник (Ksiądz), 2017 (драма, късометражен) – режисьор и сценарист
- Клир (Kler), 2018 – режисьор и сценарист

### Документални филми
- Szejki, 1994 (сериал) – снимки
- Psy totalitaryzmu, 1996 – снимки

### Телевизионни сериали
- Na wspólnej, 2003 – 2008 (телевизонен сериал, битов) – режисьор
- BrzydUla, 2008 (телевизионен сериал, драма, комедия) – режисьор, 1 – 20, 61 – 65 серия
- Londyńczycy, 2008 – 2009 (телевизионен сериал, битов) – режисьор, 9 – 16 серия
- Bez tajemnic, 2011 – 2013 (телевизионен сериал, драма, битов) – режисьор

### Телевизионни спектакли
- Kuracja, 2001 (адаптация) – режисьор
- Klucz, 2004 – режисьор
- Cztery kawałki tortu, 2006 (адаптация) – режисьор

### Етюди
- Hipoteza, 1986 – снимки
- Pożądanie, 1986 – съоператор
- Marysin 26.06.87, 1987 – снимки
- Drugi pokój, 1987 – снимки
- Uko nyumbani, 1987 – съоператор
- Sam sobie, 1987 – съоператор
- Piastun, 1987 – оператор на камера
- Spadanie, 1988 – съоператор
- Wietnam, 1989 – съоператор
- Fire inside, 1991 – снимки и режисьор